# Мусницкий, Никодим
Никодим (Никодем) Мусницкий (пол. Nikodem Muśnicki; 16 февраля 1765 , Жемайтия, Речь Посполитая  — 16 января 1805 , Полоцк, Витебская губерния, Российская империя) — польский иезуит, поэт, драматург, историк, педагог, лингвист.

## Биография
Учился в иезуитском интернате в Полоцке. После окончания курса риторики в Полоцком иезуитском коллегиуме 25 июля 1781 года вступил в Общество Иисуса. В 1782—1783 годах учился в педагогической семинарии в Орше, затем изучал философию в Полоцком иезуитском училище. Преподавал риторику и поэзию (1787—1788) в Мстиславе, затем вернулся в Полоцк, чтобы пройти курс богословия. В 1791 году рукоположен в священники.
В 1792—1793 годах — профессор риторики в Полоцке. Префект училищ (1793—1794) в Орше; регент монастыря, в 1795—1800 годах — профессор философии Витебского иезуитского коллегиума , 15 августа 1798 года принял монашеский постриг. С 1800 по 1805 год — профессор богословия, права и истории Полоцкого иезуитского коллегиума.
Умер 16 января 1805 года в Полоцке.

## Творчество
Автор ряда драматических произведений, в том числе дидактические комедии «Дзивак» („Dziwak“, 1800) и «Подозрение» («Podejrzliwość“}}, 1802), классицистической трагедии «Театральное развлечение» („Zabawki teatralne“, в 2-х томах, 1803), поэтических сборников „Poetyckie zabawki“ (1803) и „Drobniejsze poetyckie zabawki“ (1804). Драматические произведения создавал для нужд школьного иезуитского театра, очень модного в XVIII веке. Внёс вклад в развитие театра в целом. Большинство пьес, написанных Н. Мусницким, носят поучительно-дидактический характер .
Наибольшую известность ему принесла героическая поэма в десяти песнях «Полтава» („Pułtawa“), созданная в 1790 году и напечатанная в Полоцке в 1803). Произведение прославляет победу русских войск Петра I над шведами и вызвало острую идеологическую полемику на страницах периодики Белоруссии и Литвы.
Изучал историю белорусских иезуитов, которым посвятил труд „Historia Societatis Iesu Rossiacae, conservatae in Alba Russia et propagatae“.